# Chema Dávila Pérez
José Manuel «Chema» Dávila Pérez (Madrid, 23 de febrer de 1972) és un ferreter i polític espanyol del Partit Socialista Obrer Espanyol (PSOE).
Va néixer el 23 de febrer de 1972 a Madrid. Estudiant a la Universitat Autònoma de Madrid, es va llicenciar en Psicologia. Dávila, que va treballar durant quinze anys com a autònom en una ferreteria, es va afiliar al Partit Socialista Obrer Espanyol (PSOE) el 1998. Candidat en el lloc 7 de la llista del PSOE per a les eleccions municipals de 2015 a Madrid, va resultar elegit regidor. Durant la corporació 2015-2019, ha exercit de portaveu del Grup Municipal Socialista en Medi Ambient i Mobilitat, destacant-se com un ferm suport a la posada en marxa de Madrid Central. En aquest sentit, se l'ha considerat un dels regidors del Grup Municipal Socialista més propers al govern de Manuela Carmena. L'1 de febrer de 2019 va anunciar les seves intencions de presentar-se a les primàries del PSOE per seleccionar l'aspirant del partit a l'alcaldia de Madrid, competint per tant amb les candidatures de Pepu Hernández i Manuel de la Rocha. Va ser derrotat en les primàries per Pepu Hernández. Posteriorment no va ser inclòs en la llista electoral per a les eleccions municipals de maig.